# Dactylochelifer arabicus
Dactylochelifer arabicus är en spindeldjursart som beskrevs av Volker Mahnert 1991. Dactylochelifer arabicus ingår i släktet Dactylochelifer och familjen tvåögonklokrypare. Inga underarter finns listade i Catalogue of Life.